# Екорегулюючі процеси
Екорегулюючі процеси — існуючі на всіх рівнях біологічної та екологічної інтеграції процеси, які контролюють і підтримують стабільність життєдіяльності особин, їх число і біомасу. Як абіотичні (світло, температура, вологість тощо), так і біотичні (хижацтво, паразитизм, конкуренція тощо) чинники прямо або опосередковано беруть участь у регуляції чисельності популяцій, видової різноманітності та біомаси біоценозів.

## Ресурси Інтернету
- Теоремы экологии [Архівовано 20 липня 2014 у Wayback Machine.]